# Primeira Expedição a Sumatra
A Primeira Expedição a Sumatra foi uma expedição punitiva da Marinha dos Estados Unidos contra a aldeia de Kuala Batee, atualmente um subdistrito em Aceh do Sudoeste. A represália foi em resposta ao massacre da tripulação do navio cargueiro Friendship um ano antes. A fragata Potomac e sua tripulação derrotaram as forças locais do uleëbalang e bombardearam o assentamento. A expedição foi bem sucedida em cessar os ataques contra as embarcações estadunidenses durante seis anos até que outro navio fosse saqueado sob diferentes circunstâncias, resultando em uma Segunda Expedição a Sumatra em 1838.

## História

### Antecedente
Em fevereiro de 1831, um navio mercante americano chegou ao porto de Kuala Batu, na costa de Sumatra para embarcar uma carga de pimenta, sendo que um barco malaio se aproximou, aparentemente para entregar uma parte da carga, mas eram piratas que atacaram os oficiais e a tripulação. Segundo Owen Rutter em "The Pirate Wind", todos os americanos a bordo foram mortos e os piratas saquearam o navio e tomaram a sua carga, mas segundo Meacham foram mortos apenas o imediato e dois outros tripulantes.
Entretanto, o capitão que tinha ficado na praia, com quatro membros de sua tripulação, conseguiu fugir e com a ajuda de outros navios mercantes americanos conseguiu recuperar o navio.

### A Operação
O Presidente Andrew Jackson enviou John Downes em uma expedição punitiva, que realizou-se entre 5 e 9 de fevereiro de 1832.
O navio de guerra americano chegou disfarçado como um cargueiro dinamarquês, a fim de manter o elemento de surpresa em seu favor.
O armamento superior dos americanos permitiu o massacre de mais de 300 nativos, enquanto que apenas 2 marines foram mortos.